# Andelaroche
 Andelaroche  là một xã ở tỉnh Allier thuộc miền trung nước Pháp.